# Saxifraga subverticillata
Saxifraga subverticillata är en stenbräckeväxtart som beskrevs av Pierre Edmond Boissier. Saxifraga subverticillata ingår i Bräckesläktet som ingår i familjen stenbräckeväxter. Inga underarter finns listade i Catalogue of Life.